# Eucera gaullei
Eucera gaullei är en biart som beskrevs av Joseph Vachal 1907. Eucera gaullei ingår i släktet långhornsbin, och familjen långtungebin. Inga underarter finns listade i Catalogue of Life.